# Henley, New South Wales
Henley este o suburbie în Sydney, Australia.